# Дворец Спонца
Дворецът Спонца, (на хърватски: Palača Sponza), известен също и като Дивона, е архитектурен паметник и забележителност в Дубровник, Хърватия. Латинското название на двореца „spongia“ идва от мястото, на което се е събирала дъждовна вода в миналото (спонца), и на което е построена сградата.

## История
Дворецът е изграден през 1516-1522 г. от Паскойе Милицевич Михов в смесен стил – готически с преход към ренесансов. Орнаментите по фасадата и верандата са дело на братята Андрич, майстори от далматинския остров Корчула. По време на Дубровнишката република (1358 – 1808) сградата изпълнява различни обществени функции и служи като митница с митнически склад, банка, монетен двор, съкровищница, оръжейна и училище. Атриумът на двореца е използван за търговски център, за което свидетелства съхранен надпис върху една от арките, гласящ:
„Fallere nostra vetant et falli pondera. Meque pondero cum merces ponderat ipse deus.“ („Нашите теглилки не позволяват измама. Когато аз измервам стоката, Бог измерва заедно с мен.“)
Със създаването на Литературна академия Конкорди през XVI век дворецът се превръща в културен център на Дубровник. Сградата преживява земетресението от 1667 г. без да претърпи щети. От 1952 г. в нея е поместен архивът на Дубровник, съдържащ многоброен списък с ценни старинни исторически документи.
От 1950 г. насам ежегодно между 10 юли и 25 август пред двореца Спонца се провежда Дубровнишкият летен фестивал, включващ различни културни събития и прояви – концерти с класическа музика, театрални представления, фолклорни танци и др. Дворецът се намира от лявата страна на площад Ложа и е посещаван от огромен брой туристи.